# Nanyang Pendi
Nanyang Pendi är en sänka i Kina. Den ligger i provinsen Hubei, i den centrala delen av landet, omkring 250 kilometer nordväst om provinshuvudstaden Wuhan.
Genomsnittlig årsnederbörd är 936 millimeter. Den regnigaste månaden är augusti, med i genomsnitt 159 mm nederbörd, och den torraste är januari, med 10 mm nederbörd.